# Heliogomphus bakeri
Heliogomphus bakeri là loài chuồn chuồn trong họ Gomphidae. Loài này được Laidlaw mô tả khoa học đầu tiên năm 1925.